# Kayonza
Kayonza – miasto w Rwandzie; w prowincji Wschodniej; 21 482 mieszkańców (2012). 